# El Chorrillo (Panamá)
El Chorrillo es un corregimiento del distrito de Panamá, ubicado en el centro urbano de la Ciudad de Panamá. Fue fundado el 29 de abril de 1915, junto a los vecinos corregimientos de San Felipe, Santa Ana y Calidonia.

## Toponimia
Este barrio debe su nombre a una vertiente de agua que nacía en las faldas del Cerro Ancón, conocida popularmente como El Chorro. Se pobló originalmente de extranjeros que llegaron al país atraídos por la construcción del Canal de Panamá. 

## Historia
Muchos de sus primeros pobladores eran de origen antillano, por ello todavía es común encontrar, en sus esquinas, la venta improvisada de pescado frito y otras comidas al estilo antillano. Como consecuencia de la invasión estadounidense de 1989, la mayor parte de las viviendas de este barrio quedaron destruidas, luego de que las tropas del Comando Sur de los Estados Unidos invadieran el antiguo Cuartel Central de las Fuerzas de Defensa de Panamá, ubicado en estas áreas. El antiguo barrio desapareció para dar paso a las nuevas edificaciones existentes en la actualidad.

## Actualidad
Este es uno de los sectores de la ciudad reconocidos por una gran cantidad de problemas sociales, encabezados por la violencia, provocada mayormente por el pandillerismo. Sin embargo, su gente vive una pasión por los deportes, como el fútbol. Es el único corregimiento del distrito de Panamá que cuenta con dos equipos en la primera división de la Liga Panameña de Fútbol, como lo son el CD Plaza Amador y el Chorrillo FC.

## Personas nacidas en El Chorrillo
Vecinos destacados de El Chorrillo son o han sido el poeta Héctor M. Collado, Olga Cárdenas, El Roockie, el boxeador Roberto Durán y el futbolista Rommel Fernández.